# رافاييل ماركيتي
رافاييل ماركيتي (بالإيطالية: Raffaele Marchetti)‏ هو كاتب إيطالي، ولد في 13 ديسمبر 1975.